# La hermana San Sulpicio (película de 1927)
La hermana San Sulpicio es una película del cineasta español Florián Rey, basada en la novela homónima de Armando Palacio Valdés y que supuso el debut cinematográfico de la actriz Imperio Argentina.

## Sinopsis
Gloria, una hermosa y rica joven andaluza, ingresa en un convento por decisión propia para consagrarse a la curación de enfermos con su alegría y encanto personal. Un día se enamora de Ceferino Sanjurjo, que acudió a un balneario para recuperarse físicamente. A pesar de todas las trabas que impiden tal relación, ambos acaban casándose.

## Historia
La película fue producida por los hermanos gallegos Enrique y Ricardo Núñez. Estos aprovecharon el capital obtenido por la venta de un bar en la plaza madrileña de Antón Martín para financiar este proyecto. 
Imperio Argentina había intentado dedicarse al cine en Argentina pero no había sido escogida para ningún papel. En los años 20 viajó a Madrid, donde se presentó a una prueba para la película Malvaloca pero tampoco fue escogida. Decidió centrarse en el teatro, donde obtuvo grandes éxitos de audiencia en el Teatro Romea de Madrid y en el Teatro Dorado de Barcelona y rechazó una oferta de la filial española de la Metro Goldwyn Mayer de marchar a Hollywood para rodar las versiones españolas de sus películas. Estas ofertas fueron aceptadas por otros artistas, como Catalina Bárcena, Enrique Jardiel Poncela, Rafael Rivelles y Benito Perojo.
Un productor de la película de La hermana San Sulpicio le dio el papel a Imperio Argentina tras una de sus actuaciones y ella aceptó. Para poder participar en la película debió contar con la aprobación del autor, Palacio Valdés, logrando ser aceptada. Incluso cuando se iba a rodar la versión sonora de la película en 1934 el escritor lo consintió porque iba a ser de nuevo la misma actriz.
La película fue rodada en Madrid (en los estudios de La Fuente de la Teja, propiedad de la Atlántida) y Andalucía (Marmolejo y Sevilla). En Sevilla ella y su familia se hospedaron en el hotel Simón.
A pesar de ser una película muda, la protagonista cantaba por orden del director para dar más verosimilitud a la actuación.
Durante el rodaje, el director se enamoró de la actriz, aunque esta no aceptó mantener una relación con él porque estaba casado con la actriz Pilar González Torres. No obstante, posteriormente Florián Rey e Imperio Argentina sí fueron pareja.
En 1928 la actriz rodó otra película en Granada con el mismo director, titulada Los claveles de la Virgen.

## Otras versiones
Imperio Argentina rodaría siete años más tarde La hermana San Sulpicio, la versión sonora de esta película.
Existe otra versión, del año 1952, dirigida por Luis Lucia Mingarro y protagonizada por Carmen Sevilla, y además existe una versión libre protagonizada por Rocío Dúrcal con el título de La novicia rebelde estrenada en 1971.